# بلاوات

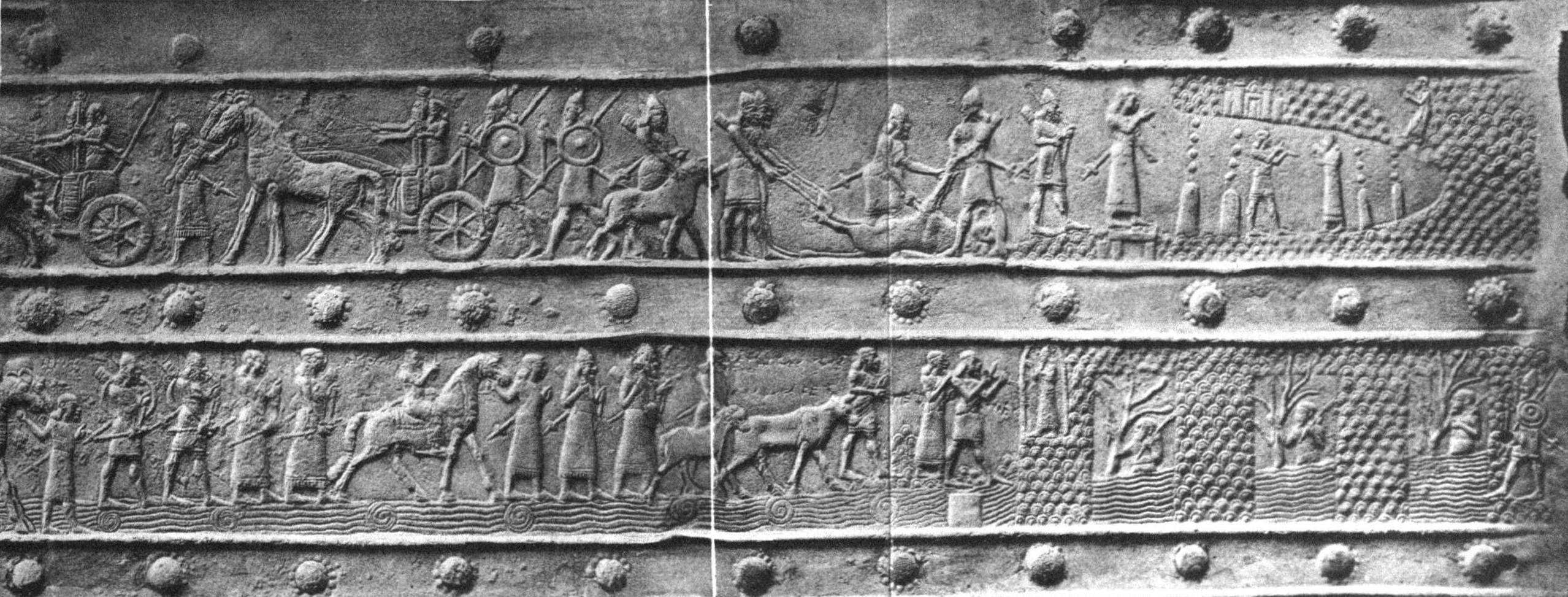
جزء من بوابات شلمنصر الثالث البرونزية المكتشفة في بلاوات.

بلاوات، (بالسريانية: ܣܘܪܝܝܐ بيث لاوَت) هي منطقة أثرية تقع على بعد 3 كم جنوب بخديدا و30 كم جنوب غرب الموصل. كما لا تزال آثار قصور الملوك الآشوريين شاخصة في المنطقة.
تم اكتشاف العديد من الآثار فيها، نقل معظمها إلى متاحف عالمية كاللوفر والمتحف البريطاني.

## الاسم القديم
بلاوات هو موقع مدينة إمغور إنليل الآشورية القديمة. وهناك أيضًا سور في بابل القديمة يُدعى إمغور إنليل.

## تاريخ البحث الأثري

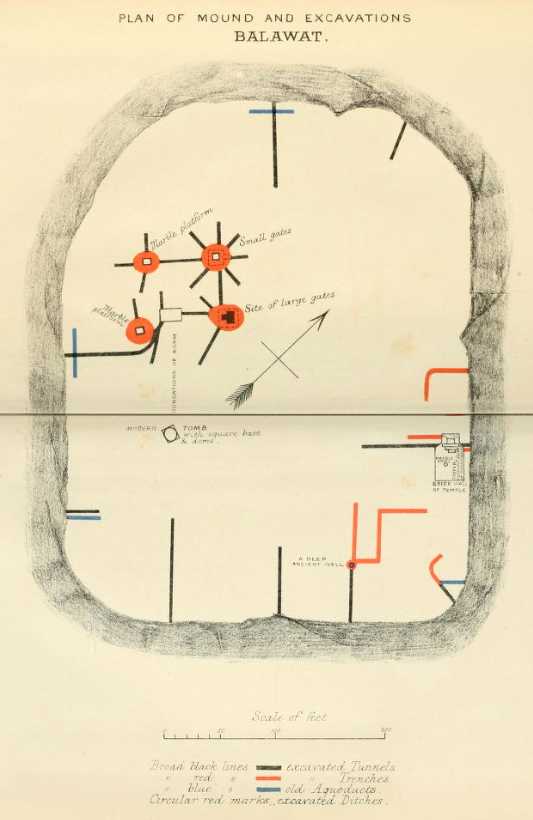
خطة حفريات بلاوات سنة 1882

تم التنقيب في الموقع عام 1878 من قبل عالم الآثار هرمز رسام. تم التنقيب في الموقع مرة أخرى بواسطة ماكس مالوان لصالح المعهد البريطاني لدراسة العراق عام 1956. تم إجراء مسح سطحي بواسطة د. ج. تركر في عام 1989 للمتحف البريطاني. أحاطت أسوار البلدة بمساحة 64 هكتار.

## تاريخ الاحتلال
تأسست مدينة إمغور إنليل على يد الملك الآشوري الجديد آشور ناصربال الثاني (884-859 قبل الميلاد). تقع على بعد 10 كيلومترات (6.2 ميل) أعلى نهر دجلة، حيث تقع مدينة كالح. تقع إمغور إنليل بين المدن الآشورية الرئيسية في نينوى وعرفة (كركوك الحديثة) في الجنوب الشرقي على طول الطريق الملكي الآشوري. كان آشور ناصربال الثاني قد نقل بالفعل العاصمة من آشور إلى كالح، وربما كان تأسيس إمغور إنليل خطوة أخرى لربط الإمبراطورية الآشورية الجديدة. استمرّ البناء في الموقع في عهد ابن آشور ناصربال الثاني شلمنصر الثالث. كانت المدينة موجودة منذ حوالي قرنين ونصف، لكنها، مثل معظم المدن الآشورية، تعرّضت للنهب والتدمير من قبل الميديين والبابليين والسكوثيين خلال سقوط الإمبراطورية الآشورية 614-605 قبل الميلاد

### بناء ما بعد غزو العراق
في نوفمبر 2004، كان للقرية طرق شيدها القوات البرية للولايات المتحدة، وربطت القرية الآشورية الحديثة بالمدينة الآشورية القديمة كالح وقرية بغديدا. وأطلق على المشروع اسم «مشروع طرق قرية نينوى» وكان بتمويل من حكومة الولايات المتحدة. تم منح عقد بناء الطرق لشركة عاشور العامة لمقاولات البناء، وتكلفته 1.120.000 دولار.

## الثقافة المادية

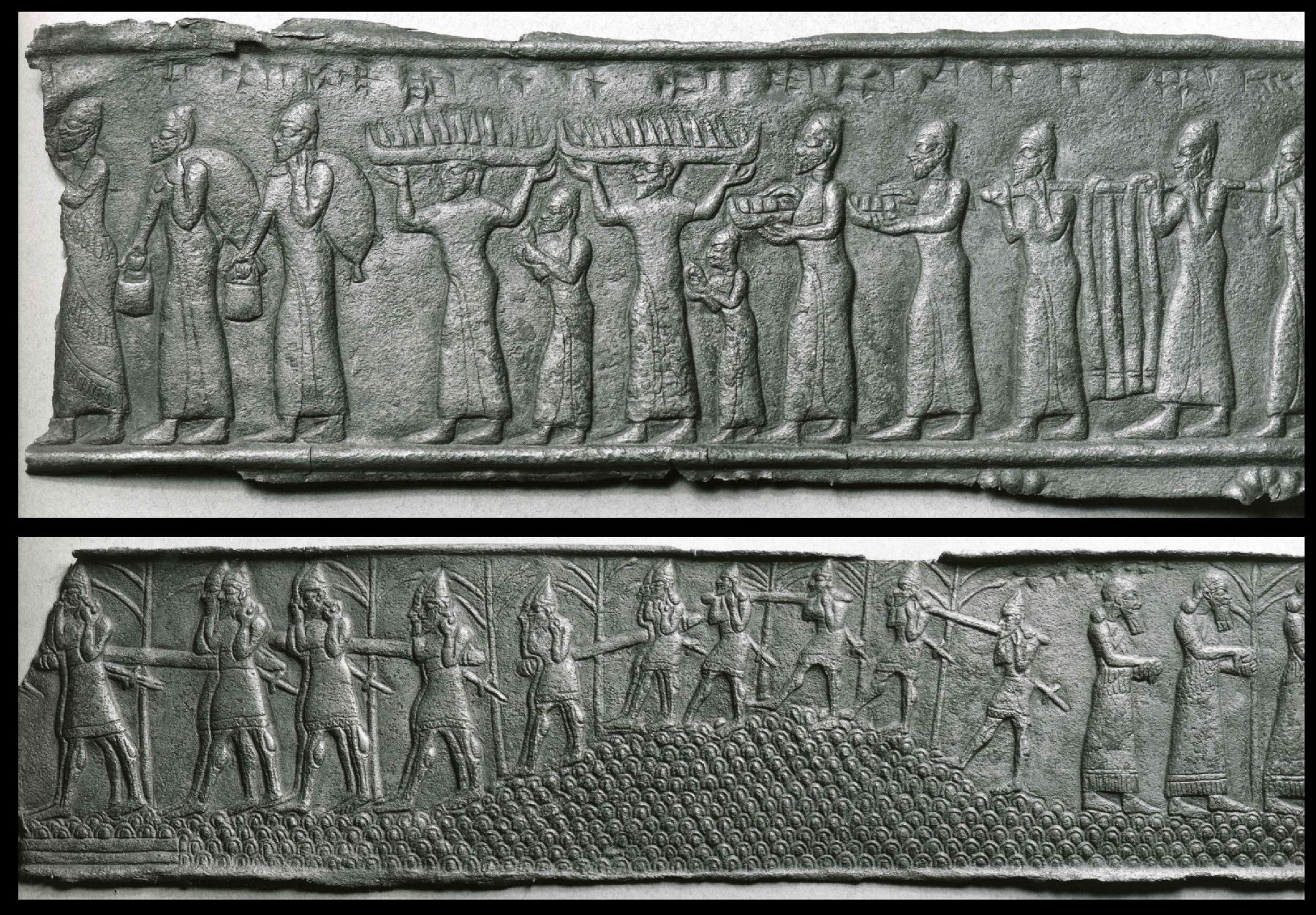
أجزاء من متحف والترز الفني لبوابات بلاوات. (في الأعلى) حمالون سوريون يرتدون أردية طويلة وقبعات مخروطية، يحملون الجزية إلى المعسكر الآشوري. (في الأسفل) يحمل الجنود الآشوريون جذوع الأشجار أثناء سيرهم عبر منطقة غابات جبلية

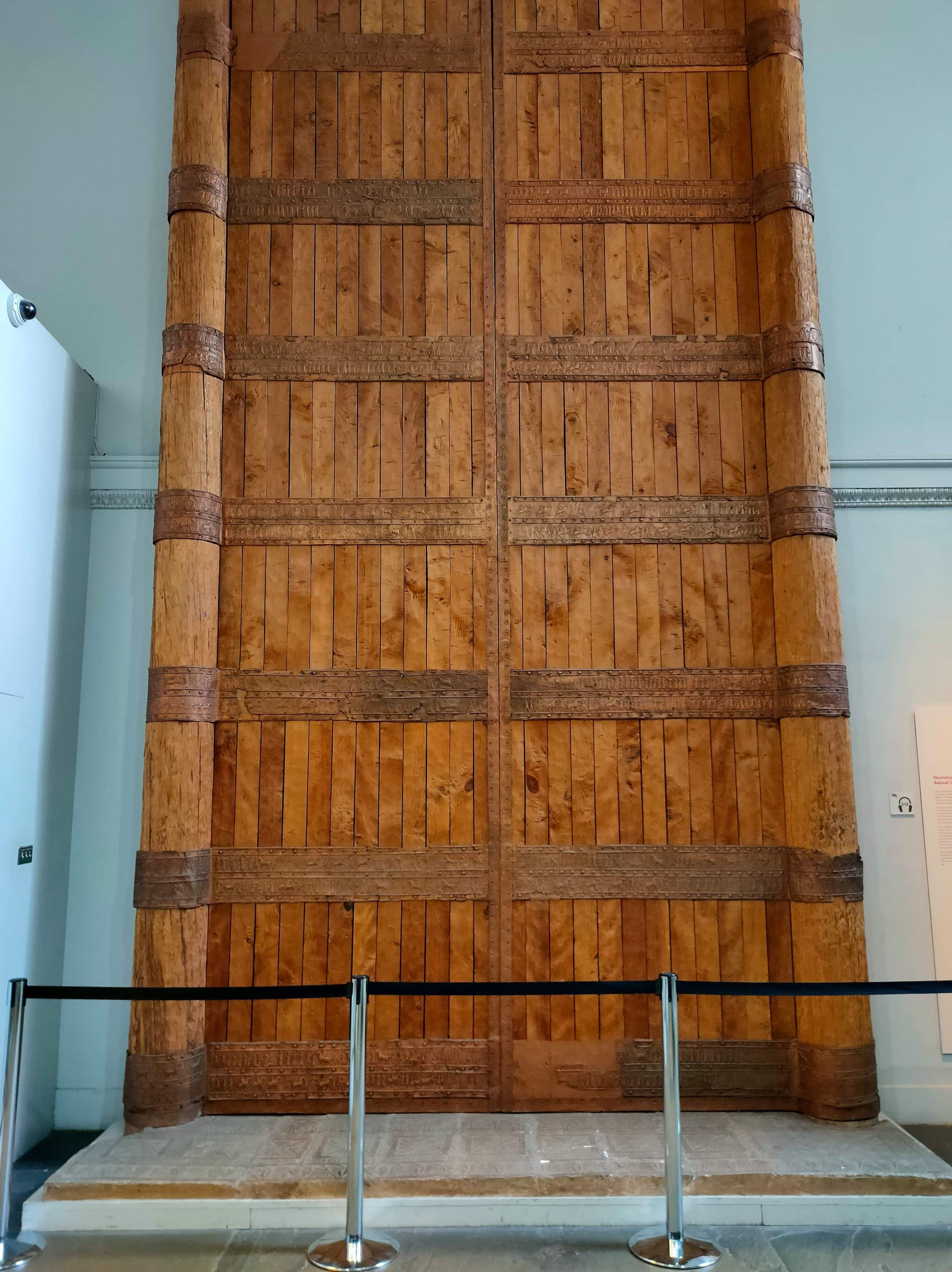
نسخة طبق الأصل بوابة بلاوات موجودة في المتحف البريطاني

وبصرف النظر عن المعابد ومباني القصور، كان من أهم القطع الأثرية المكتشفة هناك ما يسمى بوابة بلاوات. يبلغ ارتفاع البوابات حوالي 0 قدمًا وتنتمي إلى معبد مامو. وتتكون من شرائط برونزية مثبتة بمسامير في بوّابتين من الخشب للقصر. تصور الرّباطات البرونزية تضحية ومشاهد حرب من حملات الملك الآشوري الجديد شلمنصر الثالث (859-824 قبل الميلاد)، وكانت أول تصوير لعناصر المناظر الطبيعية (مثل الأشجار والجبال) في الفن الآشوري.